# Портнов, Ларион Фёдорович
Ларион (Илларион) Фёдорович Портнов (1749, Орёл, Орловская губерния, Российская империя — 1837, Одесса, Херсонская губерния, Российская империя) — российский купец второй гильдии, 2-й городской голова Одессы (1797—1800).

## Биография
Портнов прибыл ещё в тогдашний Хаджибей (поселение, располагавшееся на месте современной Одессы) уже в 1792–1793 годах из родного ему города Орёл. Там он построил жилые строения для собственных нужд и узаконил их (что в те годы удавалось далеко не каждому). В 1795 году он «имел постоянную оседлость» в Одессе и «производил довольно значительную торговлю лесом и другими российскими товарами» (железом, мануфактурой) и имел капитал в 8 000 рублей. Он получил в своё владение участки № 61 и 62 в 8-м квартале Военного форштадта. Дом Портнова находился на углу Ришельевской и Дерибасовской улиц. Много лет спустя он был куплен греческим семейством состоятельных негоциантов Ралли, и на его месте в конце XIX века построили новый дом (ныне — ул. Ришельевская, 5). Кроме того, Портнов владел лавками в так называемом старом гостином ряду на Александровском проспекте.
В ведомости 1798 года о нём фигурирует следующая информация: торгует на 5 100 рублей, в том числе в России на 1.5 рублей; имеет два каменных дома, трактир, харчевни с шестью помещениями и погребом, четыре скамейки и один двухэтажный флигель; занимается подрядами и отдачей недвижимости в наем. В доме Лариона Портнова содержалась одна из первых в Одессе рестораций (ресторан, трактир, чистая харчевня), в которой собирались преимущественно шкиперы, лоцманы, морские биржевые маклеры, факторы, страховые агенты — греки, итальянцы, южные славяне по своему происхождению.
После вступления на престол Российской империи Павла I прекращает своё действие Жалованная грамота городам, дарованная указом Екатерины II в 1785 году, согласно которой в городах образовывались Общие городские думы под председательством городского головы. Тем не менее в 1797 году ещё проводились выборы, и городским головой в Одессе после Андрея Железцова был избран Ларион Фёдорович Портнов, который занимал эту должность до 1800 года. Его преемником, в свою очередь, стал Иван Кафеджи.
В начале XIX века стал именитым гражданином. Жертвовал средства на сооружение временной деревянной Николаевской церкви, спонсировал постройку Городового госпиталя, одним из первых в городе ходатайствовал о необходимости строительства кладбищенской церкви, получил два похвальных листа от одесских граждан. Осуществлял работы по благоустройству городской набережной и покрытии её диким камнем. В 1819 году продал свою недвижимость на Почтовой улице одесскому купцу Филиппу Лучичу на сумму 28 000 рублей. Дом был одноэтажный, имел форму клюшки, и, по свидетельству архитектора А. А. Дигби, был «бесподобным и удивительным безобразием, так что и описать нельзя». Впоследствии тут останавливался Александр Пушкин, который играл с его хозяином в карты.
Супруги Портновы дожили до глубокой старости. Объявление от Одесского сиротского суда о призыве их наследников и должников было помещено в «Одесском вестнике» 1 мая 1837 года.

### Семья
Супруга — Наталья (ок. 1749 ― ок. 1837), переехала в Одессу вместе с мужем. Их дети:
- Егор (род. 1768)
- Василий (род. 1778)
- Анна (род. 1782)
- Николай (род. 1791)